# 生見站
生見站（日语：／ Nukumi eki */?）是一座位於鹿兒島縣鹿兒島市的九州旅客鐵道（JR九州）指宿枕崎線的鐵路車站。

## 車站構造
- 一個1面2線島式月台，可以列車交會。
- 無人站。
- 地面車站。

## 利用狀況
- 在2009年，平均1日的乘車人數為79人（比前年少3人）。

| 乘車人數變化 | 乘車人數變化 |
| 年度         | 1日平均人數  |
| ------------ | ------------ |
| 2002         | 126          |
| 2003         | 115          |
| 2004         | 110          |
| 2005         | 110          |
| 2006         | 93           |
| 2007         | 87           |
| 2008         | 82           |
| 2009         | 79           |

## 車站周邊
- 生見郵局
- 生見海灘
- 千貫平

## 历史
- 1934年（昭和9年）12月19日：車站啟用。
- 1983年（昭和58年）3月8日：成為無人站。
- 1987年（昭和62年）4月1日：因國鐵分割民營化，本站成為九州旅客鐵道的車站。

## 相鄰車站
九州旅客鐵道
指宿枕崎線
■快速「菜之花」
通過
■普通
前之濱－生見－薩摩今和泉

## 相關項目
- 日本鐵路車站列表

## 外部連結
- 生見車站 （页面存档备份，存于）（日語）